# James Rebhorn
James Robert Rebhorn (Philadelphia, 1 september 1948 – South Orange New Jersey, 21 maart 2014) was een Amerikaans acteur. Hij maakte in 1976 zijn film- en acteerdebuut in de tragikomedie The Yum-Yum Girls. Zijn cv raakte sindsdien gevuld met meer dan vijftig filmrollen, meer dan zeventig inclusief die in televisiefilms.
Rebhorn speelde tevens in verscheidene televisieseries. Hierin speelde hij alleen nooit personages die in meer dan tien afleveringen voorkwamen. Rebhorn speelde officier van justitie Hoyt in de twee laatste afleveringen van Seinfeld. In meer dan tien series verscheen hij in een eenmalige gastrol, zoals in North and South, The Knights of Prosperity en From the Earth to the Moon.
Rebhorn was getrouwd met Rebecca Linn, met wie hij dochters Emma en Hannah kreeg. Rebhorn kampte sinds 1992 met huidkanker. Hieraan overleed hij uiteindelijk in 2014 op 65-jarige leeftijd.

## Filmografie
*Exclusief 20+ televisiefilms
| - Before I Sleep (2013) - The Perfect Wedding (2012) - The Odd Life of Timothy Green (2012) - Sleepwalk with Me (2012) - Real Steel (2011) - The Sparrow and the Tigress (2010) - A Little Help (2010) - The Box (2009) - Don McKay (2009) - An American Affair (2009) - The International (2009) - Baby Mama (2008) - Anamorph (2007) - Spinning Into Butter (2007) - Bernard and Doris (2006) - How to Eat Fried Worms (2006) - The Last Shot (2004) - Cold Mountain (2003) - Head of State (2003) - The Trade (2003) - Far from Heaven (2002) - The Adventures of Pluto Nash (2002) - Vacuums (2002) - Last Ball (2001) - Scotland, Pa. (2001) - Meet the Parents (2000) - The Adventures of Rocky & Bullwinkle (2000) - The Talented Mr. Ripley (1999) - Snow Falling on Cedars (1999) - All of It (1998) | - The Game (1997) - My Fellow Americans (1996) - Independence Day (1996) - If Lucy Fell (1996) - Up Close & Personal (1996) - White Squall (1996) - How to Make an American Quilt (1995) - I Love Trouble (1994) - Guarding Tess (1994) - 8 Seconds (1994) - Blank Check (1994) - Carlito's Way (1993) - Lorenzo's Oil (1992) - Scent of a Woman (1992) - Wind (1992) - White Sands (1992) - Basic Instinct (1992) - My Cousin Vinny (1992) - Shadows and Fog (1991) - Regarding Henry (1991) - Desperate Hours (1990) - Heart of Midnight (1988) - The House on Carroll Street (1988) - Whatever It Takes (1986) - Cat's Eye (1985) - Silkwood (1983) - Soup for One (1982) - He Knows You're Alone (1980) - The Yum-Yum Girls (1976) |

## Televisieseries
*Exclusief eenmalige gastrollen
- Homeland - Frank Mathison (2011-2013, acht afleveringen)
- White Collar - Reese Hughes (2009-2013, negen afleveringen)
- Enlightened - Charles Szidon (2013, vier afleveringen)
- Coma - Oren (2012, twee afleveringen)
- Big Lake - Carl Franklin (2010, tien afleveringen)
- As the World Turns - Henry Lange (1988-1991), Agnus Oliver (2010, twee afleveringen)
- 30 Rock - Dr. Kaplan (2010, twee afleveringen)
- Boston Legal - Attorney Wade Mathis (2008, twee afleveringen)
- Law & Order - Charles Garnett (1992-2008, zeven afleveringen)
- Comanche Moon - Gov. Elisha Pease (2008, drie afleveringen)
- The Book of Daniel - Bertram Webster (2006, zeven afleveringen)
- Waterfront - Thomas Porter (2006, twee afleveringen)
- Third Watch - Captain Elchisak (1999-2002, zes afleveringen)
- The Practice - Attorney John Rapherson (2001, twee afleveringen)
- Now and Again - General Irving (2000, twee afleveringen)
- Seinfeld - D.A. Hoyt (1998, twee afleveringen)
- Wiseguy - Agent White (1990, drie afleveringen)
- Kate & Allie - Derek (1985-1986, twee afleveringen)